# راه کارلیتو
راه کارلیتو یا روش کارلیتو (به انگلیسی: Carlito’s way) یک فیلم درامجنایی آمریکایی به کارگردانی برایان دی پالما و محصول سال ۱۹۹۳ (میلادی) است که اقتباسی از رمان‌های راه کارلیتو (۱۹۷۵) و پس از ساعت‌ها (۱۹۷۹)، هردو اثر ادوین تورس می‌باشد. فیلمنامه اقتباسی این فیلم توسط دیوید کوپ نوشته شده است. آل پاچینو، شان پن، پنلوپه آن میلر، لوئیس گازمن، جان لگویزمائو، ساندرا سانتیاگو و ویگو مورتنسن از بازیگران این فیلم هستند.

## داستان
کارلیتو (آل پاچینو) پس از ۵ سال زندان نزد دوست دختر قدیمش، گیل برمی گردد تا او را ملاقات کند. رابطه آن‌ها به زیبایی از نو آغاز می‌شود و مرحله به مرحله پیش می‌رود. کارلیتو خلافکاران معروفی را می‌شناسد اما بخاطر علاقه به دوست دخترش نمی‌خواهد هرگز به زندان بیفتد و از کارهای خلاف کناره‌گیری می‌کند اما دیوید (شان پن) برای رفع مشکلاتش او را گرفتار می‌کند.
کارلیتو با وجود آنکه محافظ یک کلاب رقص شبانه است، هرگز با زن دیگری رابطه برقرار نمی‌کند؛ گرچه زنان دیگری مایل به این رابطه هستند. کارلیتو پیش از زندان عشق خود را به گیل ابراز کرده بود و قول داده بود هرگز دل او را نشکند اما پس از زندانی شدن بدون خبر دادن به گیل او را ترک کرده و تماسی نگرفته بود. کالیتو می‌گوید این رفتار او برای راحتی گیل بوده‌است تا منتظر آزادی او از زندان نماند و شاهد ناراحتی اش نباشد.
کارلیتو برای رابطه برادری و قولی که به وکیلش داده اهمیت و احترام بالایی قائل است درحالیکه دیگران با او صادق نیستند و برای پول به او خیانت می‌کنند و حتی از او سوء استفاده می‌شود. کارلیتو برای کمک به دیوید، همان‌طور که گیل پیش‌بینی کرده بود به دردسر می‌افتد اما با مهارت خود را فراری می‌دهد.

## تولید
پاچینو اولین بار در سال 1973 در مورد شخصیت کارلیتو بریگانته در یک باشگاه ورزشی YMCA (انجمن مسیحی مردان جوان) در حال تمرین برای فیلم خود سرپیکو بود که با قاضی دادگاه عالی ایالت نیویورک، ادوین تورس (نویسنده‌ای که در آن دوره درحال نوشتن رمان راه کارلیتو بود.) ملاقات کرد. وقتی رمان ها به پایان رسید، پاچینو آنها را خواند و از آنها خوشش آمد، به خصوص شخصیت کارلیتو. تورس این رمان را با اتکا تجربه شخضی خود از زندگی در کوچه و پس‌کوچه‌های هارلم شرقی، جایی که در آن به دنیا آمده و بزرگ شده بود نوشته بود. 
در سال 1989 بود که پاچینو با یک شکایت 6 میلیون دلاری از طرف الیوت کاستنر تهیه کننده مواجه شد. کاستنر مدعی شده بود پاچینو بدون اجازه درحال تدارک اقتباس خود از کارلیتو با بازی مارلون براندو در نقش وکیل جنایی دیوید کلاینفیلد می‌باشد. این پرونده در همان سال بی‌نتیجه بسته شد و به جایی نرسید اما جلوی اقدامات آل پاچینو را گرفت. 
پاچینو به قصد ساخت فیلمی از کارلیتو بریگانته به سراغ تهیه کننده مارتین برگمن رفت و پیش نویس اولیه یک فیلمنامه را به او نشان داد که برگمن آن را رد کرد. هرچند برگمن و پاچینو هر دو موافق بودند نقش کارلیتو بریگانته میتواند به خوبی استعدادهای پاچینو در بازیگری را به نمایش بگذارد. برگمن به دیوید کوپ، فیلمنامه نویسی که به تازگی نگارش فیلمنامه آینده برگمن شدو را به پایان رسانده بود، مراجعه کرد و از او خواست که فیلمنامه راه کارلیتو را بنویسد. تصمیم گرفته شد که فیلمنامه بر اساس رمان دوم یعنی پس از ساعت‌ها ساخته شود چرا که سن شخصیت کارلیتو در این رمان به سن پاچینو نزدیک‌تر بود. 
صحنه بیمارستان در این فیلم نزدیک به 30 بار توسط کوپ بازنویسی شد چرا که پاچینو راضی نمی‌شد و اصرار میورزید که کارلیتو به ملاقات کلاینفیلد نمی‌رود. شخصیت کلاینفیلد در رمان نمی‌میرد اما از طرفی گرایش همیشگی دی پالما به برقراری عدالت کوپ را مجاب کرد صحنه را طوری بنویسد تا این شخصیت در همان صحنه بیمارستان کشته شود. دی پالما میگفت نمیتواند کارلیتو را بکشد و کلاینفیلد را زنده بگذارد. 